# Rezerwat Witimski
Rezerwat Witimski (ros. Государственный природный заповедник «Витимский») – ścisły rezerwat przyrody (zapowiednik) położony w obwodzie irkuckim w Rosji. Znajduje się na terenie rejonu bodajbińskiego, a jego obszar wynosi 5850,21 km². Utworzony został dekretem rządu Rosyjskiej Federacyjnej Socjalistycznej Republiki Radzieckiej z dnia 20 maja 1982 roku. Na wschodzie graniczy z Parkiem Narodowym „Kodar”. Zarząd rezerwatu znajduje się w miejscowości Bodajbo. 

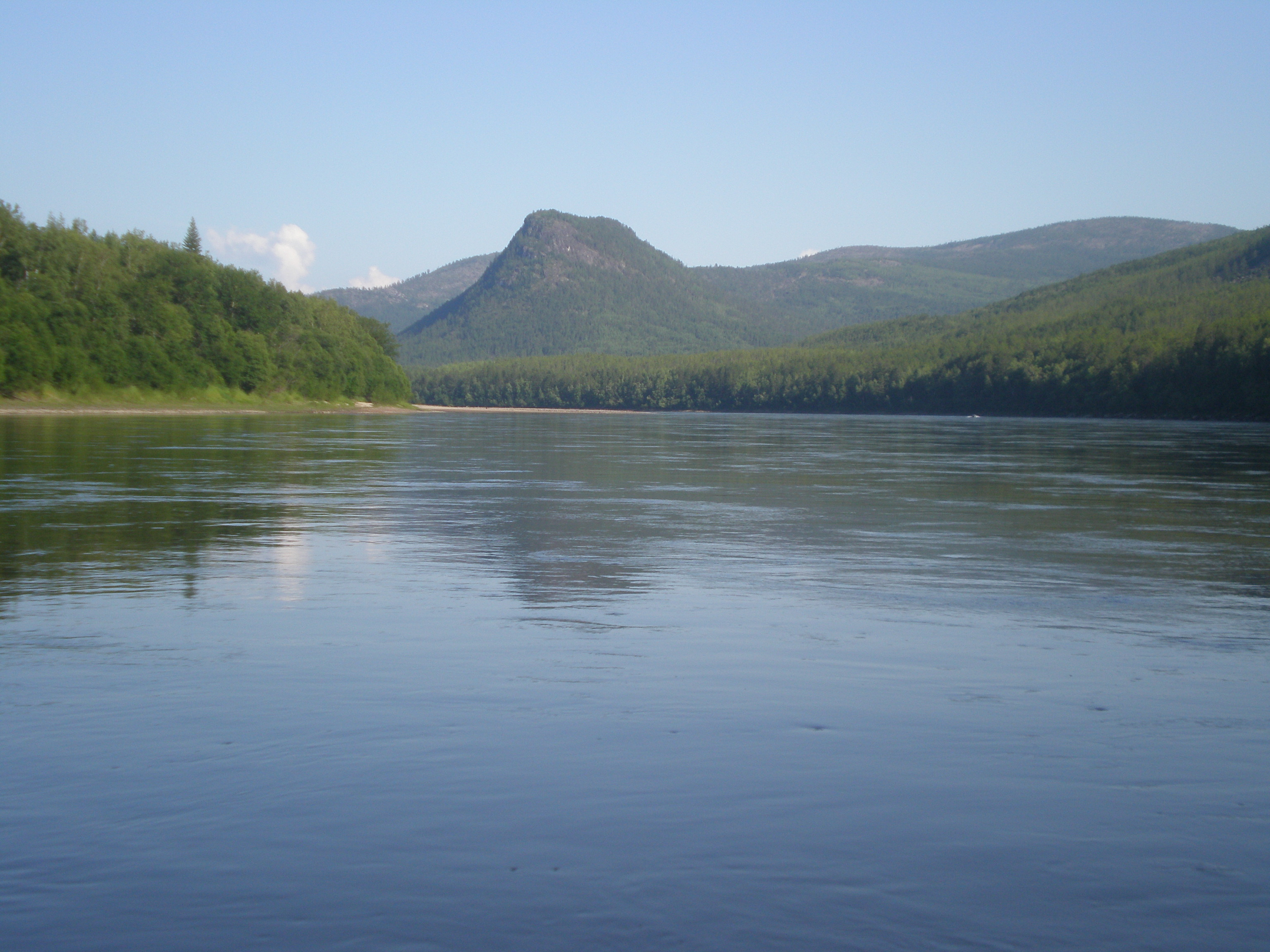
Rzeka Witim

## Opis
Rezerwat znajduje się w górach Zabajkala. Jego niewielką północną część zajmują Góry Patomskie. Pozostała część rezerwatu to pasma Gór Stanowych. Na południu Góry Północnomujskie i najwyższe pasmo Gór Stanowych – Kodar (Pik BAM – 3072 m n.p.m.), a w środku pasmo Dełjun-Uranskie. Zachodnią granicę rezerwatu stanowi rzeka Witim. Inne większe rzeki to Sygykta, Kułtusznaja i Amałyk (oddziela Góry Patomskie od Gór Stanowych). W rezerwacie znajduje się wiele jezior, z których największe jest jezioro Oron.
Klimat kontynentalny. Średnia miesięczna temperatura najzimniejszego miesiąca – stycznia wynosi poniżej -30 °C (najniższa zanotowana to -60 °C). W lipcu średnia temperatura wynosi +17 °C.

## Flora
Ze względu na górski charakter obszaru roślinność ma tu układ piętrowy. Do wysokości 1200 m n.p.m. występuje tajga, z panującym na większości obszaru modrzewiem dahurskim. Są tu też bory sosnowe, lasy świerkowe i jodłowe. Z drzew liściastych rosną: osika, topola pachnąca, podgatunek mandżurski brzozy brodawkowatej Betula pendula subsp. mandshurica, czozenia wierzbowata Chosenia arbutifolia. Wyżej (od 1200 do 1500 m) rosną głównie sosny karłowe Pinus pumila i brzozy krzaczaste Betula fruticosa. Od 1500 m n.p.m. występują łąki i tundra górska. Najwyższą część pasma Kodar przykrywają lodowce (jest ich 31 o łącznej powierzchni 15 km²).

## Fauna
W rezerwacie żyje 35 gatunków ssaków, ponad 220 gatunków ptaków, 39 gatunków ryb, jeden gatunek gadów (jaszczurka żyworodna) i trzy gatunki płazów (kątoząb syberyjski, żaba moczarowa i Rana amurensis).
Ssaki to m.in.: niedźwiedź brunatny, rosomak tundrowy, wilk szary, wydra europejska, norka amerykańska, soból tajgowy, łasica syberyjska, renifer tundrowy, łoś euroazjatycki, piżmowiec syberyjski, owca śnieżna, świstak czarnogłowy.
Ptaki to m.in.: bocian czarny, orzeł przedni, bielik, sokół wędrowny, rybołów, puchacz zwyczajny, żuraw stepowy, żuraw zwyczajny, łabędź krzykliwy.